# 途牛旅游网
途牛旅游网（英語：Tuniu Corporation，NASDAQ：TOUR）是由南京途牛科技有限公司运营的网站，提供在线预订旅游度假产品。

## 历史
途牛旅游网成立于2006年10月，该公司以南京为总部，目前在21个城市设立分公司。途牛旅游网提供8万余种旅游产品供消费者选择，涵盖跟团、自助、自驾、邮轮、酒店、签证、景区门票以及公司旅游等，已成功服务累计超过400万人次出游，为消费者提供由北京、天津、上海、广州、深圳、南京等64个城市出发的旅游产品预订服务，产品全面，价格透明，全年365天24小时400电话预订，并提供丰富的后续服务和保障。
2016年10月19日，海航集團下屬公司海航旅游在2016年8月29日至9月29日期間增持途牛旅游网1.15%至26.61%。